# Algérie aux Jeux paralympiques d'été de 2024
L'Algérie participe aux Jeux paralympiques d'été de 2024 à Paris, en France du 28 août au 8 septembre 2024. Il s'agit de sa 9e participation à des Jeux paralympiques d'été.
La délégation paralympique algérienne est composée de 26 athlètes engagés dans quatre disciplines, dont 18 hommes et 8 femmes. Elle est représentée lors de la cérémonie d’ouverture par les athlètes Mohamed Berrahal et Safia Djelal, et lors de la cérémonie de clôture par Skander Djamil Athmani et Lynda Hamri.
Le pays termine à la 25e place du tableau des médailles avec un total de onze récompenses, dont six en or et cinq en bronze

## Délégation
Le tableau suivant montre le nombre d'athlètes algériens dans chaque discipline :
| Sport        | Hommes | Femmes | Total |
| ------------ | ------ | ------ | ----- |
| Athlétisme   | 13     | 7      | 20    |
| Canoë-kayak  | 1      | 0      | 1     |
| Dynamophilie | 2      | 1      | 3     |
| Judo         | 2      | 0      | 2     |
| Total        | 18     | 8      | 26    |

## Bilan général
| Sport        | Médaille d'or, Jeux paralympiques | Médaille d'argent, Jeux paralympiques | Médaille de bronze, Jeux paralympiques | Total | Rang pays |
| ------------ | --------------------------------- | ------------------------------------- | -------------------------------------- | ----- | --------- |
| Athlétisme   | 4                                 | 0                                     | 3                                      | 7     |           |
| Canoë-kayak  | 1                                 | 0                                     | 0                                      | 1     |           |
| Dynamophilie | 0                                 | 0                                     | 1                                      | 1     |           |
| Judo         | 1                                 | 0                                     | 1                                      | 2     |           |
| Total        | 6                                 | 0                                     | 5                                      | 11    | 25e       |

| Jour          | Médaille d'or, Jeux paralympiques | Médaille d'argent, Jeux paralympiques | Médaille de bronze, Jeux paralympiques | Total |
| ------------- | --------------------------------- | ------------------------------------- | -------------------------------------- | ----- |
| 28 août       | 0                                 | 0                                     | 0                                      | 0     |
| 29 août       | 0                                 | 0                                     | 0                                      | 0     |
| 30 août       | 0                                 | 0                                     | 0                                      | 0     |
| 31 août       | 1                                 | 0                                     | 1                                      | 2     |
| 1er septembre | 1                                 | 0                                     | 1                                      | 2     |
| 2 septembre   | 0                                 | 0                                     | 0                                      | 0     |
| 3 septembre   | 0                                 | 0                                     | 0                                      | 0     |
| 4 septembre   | 0                                 | 0                                     | 0                                      | 0     |
| 5 septembre   | 3                                 | 0                                     | 3                                      | 6     |
| 6 septembre   | 0                                 | 0                                     | 0                                      | 0     |
| 7 septembre   | 1                                 | 0                                     | 0                                      | 1     |
| 8 septembre   | 0                                 | 0                                     | 0                                      | 0     |
| Total         | 6                                 | 0                                     | 5                                      | 11    |

| Sexe   | Médaille d'or, Jeux paralympiques | Médaille d'argent, Jeux paralympiques | Médaille de bronze, Jeux paralympiques | Total |
| ------ | --------------------------------- | ------------------------------------- | -------------------------------------- | ----- |
| Hommes | 4                                 | 0                                     | 3                                      | 7     |
| Femmes | 2                                 | 0                                     | 2                                      | 4     |
| Mixte  | 0                                 | 0                                     | 0                                      | 0     |
| Total  | 6                                 | 0                                     | 5                                      | 11    |

## Médaillés

### Médailles d’or
| Sport       | Discipline                   | Athlète(s)             | Performance | Date          |
| ----------- | ---------------------------- | ---------------------- | ----------- | ------------- |
| Athlétisme  | Lancer de disque F57 féminin | Nassima Saifi          | 35,55 m     | 31 août       |
| Athlétisme  | 100 mètres T13 masculin      | Skander Djamil Athmani | 10 s 42     | 1er septembre |
| Athlétisme  | 400 mètres T13 masculin      | Skander Djamil Athmani | 47 s 43     | 5 septembre   |
| Athlétisme  | Lancer de poids F57 féminin  | Safia Djelal           | 11,56 m     | 5 septembre   |
| Canoë-kayak | KL3 masculin                 | Brahim Guendouz        | 39 s 91     | 7 septembre   |
| Judo        | Moins de 60 kg hommes J1     | Abdelkader Bouamer     |             | 5 septembre   |

### Médailles d’argent
| Sport | Discipline | Athlète(s) | Performance | Date |
| ----- | ---------- | ---------- | ----------- | ---- |
|       |            |            |             |      |

### Médailles de bronze
| Sport            | Discipline                    | Athlète(s)        | Performance | Date          |
| ---------------- | ----------------------------- | ----------------- | ----------- | ------------- |
| Athlétisme       | Lancer de massue F32 masculin | Ahmed Mehideb     | 38,61 m     | 31 août       |
| Athlétisme       | Saut en longueur T12 féminin  | Lynda Hamri       | 5,30 m      | 1er septembre |
| Athlétisme       | Lancer de poids F57 féminin   | Nassima Saifi     |             | 5 septembre   |
| Judo             | Moins de 60 kg hommes J2      | Ishak Ouldkouider |             | 5 septembre   |
| Force athlétique | Moins de 65 kg hommes         | Hocine Bettir     |             | 5 septembre   |

## Sports

### Athlétisme
Quinze athlètes représentent l'Algérie dans les épreuves d'athlétisme aux Jeux de Paris, dont dix hommes et cinq femmes.

#### Hommes
| Athlètes                | Épreuve     | Série       | Série       | Finale        | Finale                            |
| Athlètes                | Épreuve     | Temps       | Rang        | Temps         | Rang                              |
| ----------------------- | ----------- | ----------- | ----------- | ------------- | --------------------------------- |
| Skander Djamil Athmani  | 100 m T13   | 10 s 51     | 1er         | 10 s 42       | Médaille d'or, Jeux paralympiques |
| Skander Djamil Athmani  | 400 m T13   | Non disputé | Non disputé | 47 s 43       | Médaille d'or, Jeux paralympiques |
| Mokhtar Didane          | 100 m T36   |             | e           | Non disputé   | Non disputé                       |
| Fakhr Eddine Thelaidjia | 100 m T36   | 12 s 58     | 4e          | 12 s 56       | 8e                                |
| Fakhr Eddine Thelaidjia | 400 m T36   | Non disputé | Non disputé | 53 s 91       | 6e                                |
| Mohamed Berrahal        | 100 m T51   | Non disputé | Non disputé | 21 s 83       | 4e                                |
| Mohamed Berrahal        | 200 m T51   | Non disputé | Non disputé | 40 s 91       | 4e                                |
| Sofiane Hamdi           | 200 m T37   | 23 s 80     | 5e          | Non disputé   | Non disputé                       |
| Sofiane Hamdi           | 400 m T37   | 53 s 46     | 5e          | Non disputé   | Non disputé                       |
| Abdellatif Baka         | 400 m T13   | Non disputé | Non disputé | 52 s 25       | 7e                                |
| Abdellatif Baka         | 1 500 m T13 | Non disputé | Non disputé | 3 min 47 s 16 | 6e                                |
| Abdelkrim Krai          | 1 500 m T38 | Non disputé | Non disputé | 4 min 16 s 19 | 5e                                |
| Samir Nouioua           | 1 500 m T46 | Non disputé | Non disputé | 3 min 57 s 30 | 5e                                |

| Athlètes          | Épreuve              | Finale      | Finale                                 |
| Athlètes          | Épreuve              | Performance | Rang                                   |
| ----------------- | -------------------- | ----------- | -------------------------------------- |
| Lahouari Bahlaz   | Lancer de poids F32  | 9,70 m      | 4e                                     |
| Walid Ferhah      | Lancer de poids F32  | 9,20 m      | 5e                                     |
| Walid Ferhah      | Lancer de massue F32 | 37,99 m     | 4e                                     |
| Ahmed Mehideb     | Lancer de poids F32  | 8,56 m      | 8e                                     |
| Ahmed Mehideb     | Lancer de massue F32 | 38,61 m     | Médaille de bronze, Jeux paralympiques |
| Kamel Kardjena    | Lancer de poids F33  | 11,16 m     | 4e                                     |
| Mohamed Berrahal  | Lancer de disque F52 | 12,07 m     | 9e                                     |
| Abdelhak Missouni | Lancer de massue F32 | 32,91 m     | 8e                                     |

#### Femmes
| Athlètes          | Épreuve               | Finale      | Finale                                 |
| Athlètes          | Épreuve               | Performance | Rang                                   |
| ----------------- | --------------------- | ----------- | -------------------------------------- |
| Lynda Hamri       | Saut en longueur T12  | 5,30 m      | Médaille de bronze, Jeux paralympiques |
| Mounia Gasmi      | Lancer de poids F32   | 5,89 m      | 7e                                     |
| Mounia Gasmi      | Lancer de massue F32  | 18,66 m     | 12e                                    |
| Asmahan Boudjadar | Lancer de poids F33   | 7,30 m      | 4e                                     |
| Safia Djelal      | Lancer de poids F57   | 11,56 m     | Médaille d'or, Jeux paralympiques      |
| Safia Djelal      | Lancer de disque F57  | 29,17 m     | 8e                                     |
| Nassima Saifi     | Lancer de poids F57   | 10,74 m     | Médaille de bronze, Jeux paralympiques |
| Nassima Saifi     | Lancer de disque F57  | 35,55 m     | Médaille d'or, Jeux paralympiques      |
| Bakhta Benallou   | Lancer de javelot F13 | 29,63 m     | 8e                                     |
| Nadia Medjmedj    | Lancer de javelot F56 | 17,80 m     | 7e                                     |

### Canoë-kayak

#### Hommes
| Athlètes        | Épreuve | Série   | Série | Demi-finales | Demi-finales | Finale  | Finale                            |
| Athlètes        | Épreuve | Temps   | Rang  | Temps        | Rang         | Temps   | Rang                              |
| --------------- | ------- | ------- | ----- | ------------ | ------------ | ------- | --------------------------------- |
| Brahim Guendouz | KL3     | 42 s 23 | 2e    | 41 s 40      | 1er          | 39 s 91 | Médaille d'or, Jeux paralympiques |

### Judo

#### Hommes
| Athlète            | Compétition       | 1er tour                 | Quart de finale              | Demi-finale              | Repêchage 1         | Repêchage 2         | Finale                 | Rang                              |
| Athlète            | Compétition       | Adversaire Résultat      | Adversaire Résultat          | Adversaire Résultat      | Adversaire Résultat | Adversaire Résultat | Adversaire Résultat    | Rang                              |
| ------------------ | ----------------- | ------------------------ | ---------------------------- | ------------------------ | ------------------- | ------------------- | ---------------------- | --------------------------------- |
| Abdelkader Bouamer | Moins de 60 kg J1 | Kongsuk Victoire 10 - 00 | De Oliveira Victoire 10 - 00 | Junaedi Victoire 01 - 00 | Non disputé         | Non disputé         | Abadi Victoire 01 - 00 | Médaille d'or, Jeux paralympiques |
| Ishak Ouldkouider  | Moins de 60 kg J2 |                          |                              |                          |                     |                     |                        |                                   |